# Meucon
Meucon is een gemeente in het Franse departement Morbihan (regio Bretagne). De plaats maakt deel uit van het arrondissement Vannes. Meucon telde op 1 januari 2022 2.278 inwoners.

## Geografie
De oppervlakte van Meucon bedroeg op 1 januari 2022 5,73 vierkante kilometer; de bevolkingsdichtheid was toen 397,6 inwoners per km².

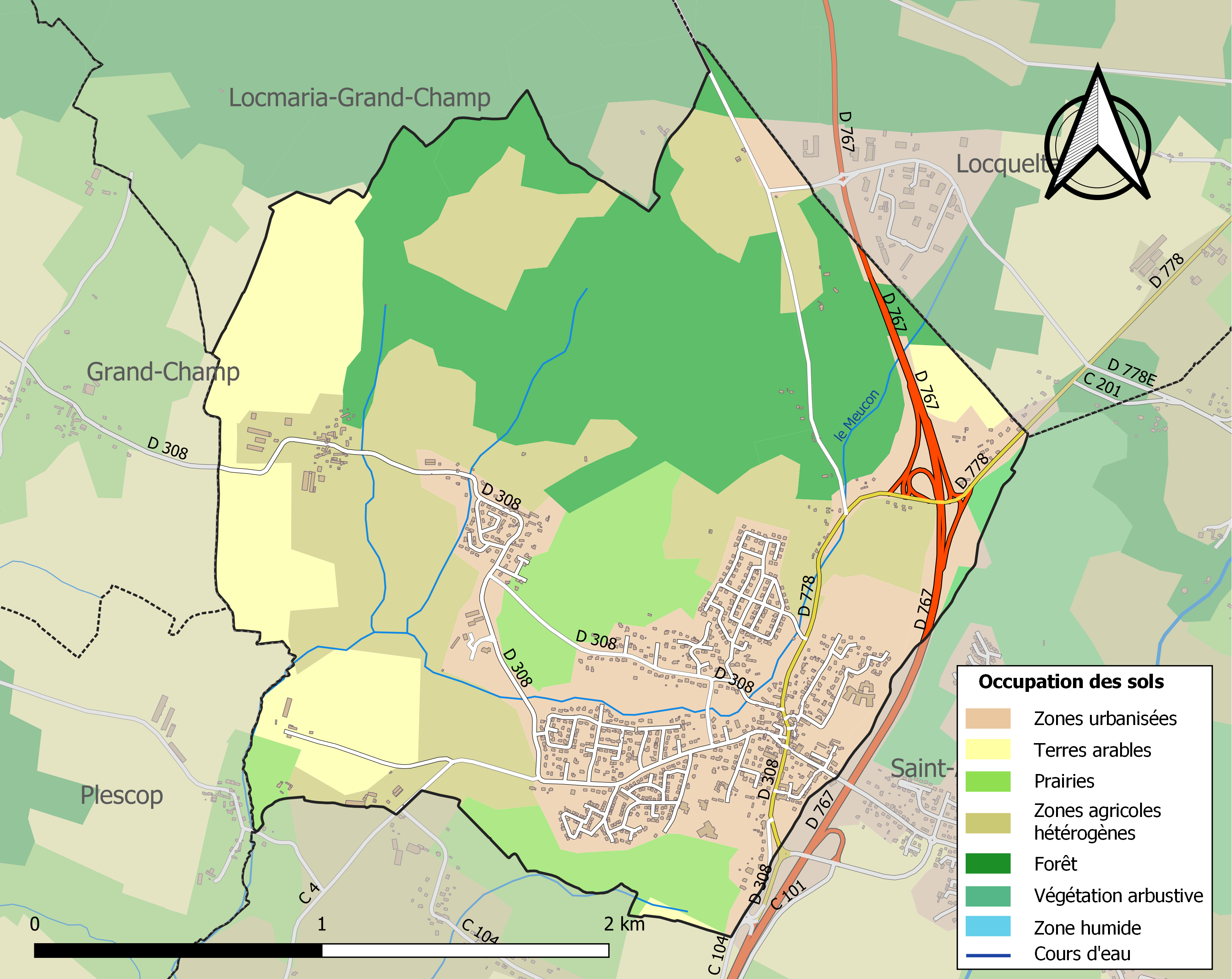
Kaart van de gemeente met de belangrijkste infrastructuur, bodemgebruik en omliggende gemeenten

## Demografie
Onderstaande figuur toont het verloop van het inwonertal (bron: INSEE-tellingen).